# Quimistán
Quimistán é uma cidade hondurenha do departamento de Santa Bárbara.